# Breviceps poweri
Breviceps poweri és una espècie de granota que viu a Angola, República Democràtica del Congo, Malawi, Moçambic, Zàmbia i, possiblement també, a Botswana, Namíbia i Zimbàbue.
Està amenaçada d'extinció per la pèrdua del seu hàbitat natural.